# Typhamyza bifasciata
Typhamyza bifasciata är en tvåvingeart som beskrevs av Wood 1911. Typhamyza bifasciata ingår i släktet Typhamyza och familjen sumpflugor. Arten är reproducerande i Sverige. Inga underarter finns listade i Catalogue of Life.